# 모용내
모용내(慕容耐, ~ 285년) 또는 모용산(慕容刪)은 선비족의 일파인 모용선비의 수령이다. 모용목연의 아들이며, 모용섭귀의 동생이다.

## 생애
283년 형인 모용섭귀가 사망한 뒤 모용토욕혼이 물려받은 수령 자리를 찬탈하였으며, 이후 실권을 장악한 뒤 모용외를 죽이려 하였으나 모용외는 요동(遼東)의 서욱(徐郁)에게로 달아나 목숨을 건졌다.
이후 285년 모용내는 민중들에 의해 살해되었으며, 모용외가 새로운 수령으로 추대되었다.

## 참고 문헌
- 《진서(晉書)》
- 《자치통감(資治通鑑)》

| 전임 모용섭귀 | 모용부의 족장 모용내 | 후임 모용외 |